# Lalebol
Lalebol ist ein osttimoresischer Ort im Suco Bobonaro (Verwaltungsamt Bobonaro, Gemeinde Bobonaro). Das Dorf liegt im Südosten der Aldeia Tuluata, mit einer Meereshöhe von 512 m. Südöstlich schließt sich das Dorf Maucugum an. Westlich fließt der Fluss Loumea.
Nach Norden führt eine kleine Straße, die zu den großen Bevölkerungszentren des Sucos führen. Die Grundschule Lalebol liegt südlich des Dorfes Maucugum.